# Benzilmercaptano
Benzil mercaptano é um composto organossulfurado com a fórmula C6H5CH2SH. É um alquiltiol de uso comum em laboratório e ocorre em quantidades de traço naturalmente. Taninos condensados podem sofrer clivagem catalisada por ácido na presença de um nucleófilo como o benzil mercaptano. Benzil mercaptano tem sido identificado no vegetal buxus (Buxus sempervirens L.) e é conhecido por contribuir com o aroma de fumaça de certos vinhos.

## Uso em síntese orgânica
O composto é usado como uma fonte do grupo funcional tiol em síntese orgânica. É introduzido por alquilação S resultando tioéters alquilbenzênicos. A debenzilação é efetuda pela dissolução de metal em redução tomando vantagem das enfraquecidas ligações S-benzil:
RSCH2C6H5  +  2 "H"  →   RSH  +  CH3C6H5
Derivados substituídos de metoxi-benzil-mercaptano têm sido desenvolvidos, os quais clivam facilmente, são recicláveis e são inodoros.

## Segurança e saúde
Pode causar uma ligeira irritação das membranas mucosas. A exposição ocupacional ao benzilmercaptano pode ocorrer através de inalação e contato dérmico com este composto em locais de trabalho onde é produzido ou usado. Dados indicam que a população em geral pode ser exposta à ingestão de benzilmercaptano a partir de alimentos que o contenham como aromatizante.